# Niki Uma
Niki Uma ist eine Kalksteinhöhle im osttimoresischen Suco Dilor (Verwaltungsamt Lacluta, Gemeinde Viqueque). Sie befindet sich in der Aldeia Rade Uman. Der Name der Höhle in der Landessprache Tetum bedeutet übersetzt „Fledermaushaus“. In ihrem Inneren befindet sich eine über 20 Meter breite und über 10 Meter hohe, mehrstufige Sinterterrasse. Von der Decke herab hängen Stalaktiten.